# 최성빈
최성빈(1974년 11월 9일~2022년 11월 9일)는 대한민국의 가수이며, 음악 그룹인 F&F의 멤버였다.

## 학력
- 연신초등학교 졸업
- 연신중학교 졸업
- 안양예술고등학교 연극영화과 졸업
- 백제예술대학 방송연예과 졸업

## 작곡
- 1991년 MBC 〈우리들의 천국〉 삽입곡

## 노래
- 사랑하는 어머님께

## 앨범
- Looking For Person